# 赤水天后宫
赤水天后宫，位于中国福建省龙岩市新罗区龙门镇赤水村，坐北朝南，占地面积1488平方米。中轴线自南向北依次为大门、戏台、天井、台阶、前殿、正殿；正殿面阔三间，进深六米，重檐歇山顶，4层，通高16米，抬梁木构架楼阁式。正脊有葫芦刹，有楼梯可至3层。大门戏台为单檐歇山顶，回廊右侧墙上嵌清代捐资碑3方。2009年11月16日公布为第七批福建省文物保护单位。